# Герта Лайпайк
Герта Лейла Лайпайк (29 січня 1921 — 17 січня 2008) — естонська письменниця.

## Життєпис
Герта Лейлія Лайпайк (з 1943 року — Герта Л. Румма, з 1955 — Герта Л. Корнєв) народилася 29 січня 1921 року в повіті Валга, Південна Естонія. Вона ходила до Тирвської початкової та середньої школи (1928—1940), а пізніше продовжила навчання в Тартуському університеті на медичному факультеті (1940-43).
Коли під час Другої світової війни в Естонію по черзі вторглися російська та німецька армії, стало зрозуміло, що Герта не зможе закінчити коледж. Хоча вона не мала докторського диплома, медична освіта, яку вона отримала, дозволила їй працювати медсестрою та утримувати свою сім'ю. Її батько був убитий російською окупаційною армією.
У 1940-х роках Герта Лайпайк почала свою літературну кар'єру, пишучи статті та оповідання для кількох великих естонських газет (Postimees, Eesti Sõna, Õhtuleht).
У вересні 1944 року доктор Ендель Румма, перший чоловік Герти, втік з Естонії до Швеції, щоб уникнути російської окупації. Герта, яка на той момент була з дитиною, не захотіла ризикувати цією небезпечною подорожжю і залишилася в Естонії. На цьому їх нещасливий шлюб закінчився. У березні 1945 року у них народилася дочка Катрін.
У 1949 році партнер і майбутній чоловік Герти доктор Микола Корнєв був депортований до Сибіру, Красноярський край. Через рік Герта з дочкою Катрін добровільно поїхала за ним до Сибіру. У 1950-53 рр. працювала в лікарні села Раздольне, Росія.
Після смерті Сталіна в 1953 році радянська влада дозволила депортованим в'язням повернутися на батьківщину, і сім'я повернулася до Естонії. Вони оселилися в невеликому містечку Карксі-Нуя, де доктор Корнєв працював сімейним лікарем, а Герта Лайпайк писала статті та оповідання для місцевих газет, паралельно виховуючи другу доньку Ріїну, яка народилася в 1958 році.
У 1964 році родина переїхала до Таллінна, столиці Естонії, де Герта Лайпайк продовжила писати оповідання, радіоп'єси та дитячу літературу. Вона працювала бібліотекаркою в Національній бібліотеці Естонії, а потім в Естонському музеї театру та музики, поки в 1977 році не стала професійною письменницею.

## Робота
За свою довгу літературну кар'єру Герта Лайпайк написала книжки в різних жанрах: фентезі, включаючи народні жахи, детективи, оповідання, п'єси тощо.
З її попередніх робіт виділяються оповідання «Служниця Керт» (1944), «Глорія Деї» (1966) і «Невільнича скеля» (1966). Але Лайпайк завоювала справжню прихильність читачів своїми оповіданнями на тему Сибіру. Вони були написані з історичною точністю, часто змальовуючи життя естонських депортованих у Сибіру після Другої світової війни, наприклад, романи «Зі срібною зіркою в тайзі» (1958), «Біля річки Ангари. Рік 1950» (1950, 1992) і збірка оповідань «Самотній човен на річці Єнісей» (1966). Описи цих темних днів показують, що авторка не мала ілюзій щодо людської розбещеності. Проте спільним мотивом цих оповідань є віра в людську доброту, внутрішню свободу та пошук розуміння один одного.
У 1977 році Герта Лайпайк опублікувала збірку детективів «Привид у музичній кімнаті. Загадка доктора Валлака». Цю книгу вважають класикою естонського детективу, а авторку іноді називали естонською Агатою Крісті.
Найпопулярнішими книгами Герти Лайпайк є збірки легендарних оповідань «Кучерява береза» (1983), «Розлива зла» (1987) та «Оповідання могильника» (1991), написані в жанрі етно-жахів, де авторка використала фрагменти народної спадщини Південної Естонії. Персонажі цих історій — привидоподібні істоти з темної сторони, люди містичного походження та надприродних сил, привиди та відьми.
Андрус Орг пише: «Естонська фантастика жахів містить як прийоми англо-американського жанру жахів (Баркер, Вангонен), так і імпульси місцевої народної традиції (Ансомарді, Яйк, Лайпайк, Орлау, Рейнаус, Ківірюйт та інші). Проте жанр фантастики жахів у радянську епоху практично не існує, тому що він вважається… ідеологічно чужим (Лайпайк є винятком у жанрі етнофантастики жахів)». Книги «Кучерява береза» та «Злий дощ» ставлять Лайпайка на вершину естонського жанру етно-жахів.
Інший автор, естонський фантаст і автор кількох антологій Рауль Сульбі вважає Лайпайк родоначальником естонського етно-хоррору. Ці оповідання, написані старовинною естонською регіональною мовою, що зображують давні естонські традиції та вірування, досі захоплюють уми та серця читачів та читачок.
1980—2000 роки були найпродуктивнішими в літературній кар'єрі Герти Лайпайк. Окрім вищезгаданих книг, вона написала романи «Страх» (1993), «Потвора з собачим обличчям» (1993), «Перлини вмирають повільно» (1993), «Шлях чорного опалу» (1996), «Блазень у власному домі» (1998) та «Ода вечірній сукні з блискітками» (1999).
Останньою книгою Герти Лайпайк були спогади про Другу світову війну Вітряні куранти (2000), за які вона отримала престижну премію Tammsaare Novel Award.
Ця книга була перекладена англійською мовою (перекладач Вірве Мартін) і видана в 2006 році.
У 2001 році Герта Лайпаїк була нагороджена орденом Білої Зірки V ступеня як визнання її життєвої діяльності.

## Вибрані твори

### Романи
- 1958 — «Зі срібною зіркою в тайзі»
- 1982 — «Хроніка професора Ліллепуля»
- 1986 — «Сірі лебеді»
- 1991 — «Благочестива історія з мідної книги»
- 1992 — «Біля річки Ангара. Рік 1950»
- 1993 — «Страх»
- 1993 — «Монстр із собачим обличчям»
- 1993 — «Перлини вмирають повільно»
- 1996 — «Шлях чорного опалу»
- 1998 — «Блазень у власному домі»
- 1999 — «Ода вечірній сукні з блискітками»
- 2000 — «Дзвони вітру»

### Зібрані оповідання
- 1966 — «Самотній човен на річці Єнісей»
- 1977 — «Привид у музичній кімнаті. Загадка доктора Валлака»
- 1983 — «Береза кучерява»
- 1987, 2006 — «Злий дощ»
- 1990 — «Привиди перцю»
- 1991 — «Історії могильщика»
- 1994 — «Квіти куртизанки»

### Вибрані видання
- 1944 — «Служниця Керт»
- 1966 — «Глорія Деї»
- 1966 — «Оряківі»
- 1968 — «Дуб Калметімяе»
- 1968 — «Велетенський кедр і крихітний бурундук»
- 1969 — «Пляшка з ліками Муза»
- 1983 — «Смерть-Зозуля»
- 1987 — «Веснянка»
- 1990 — «Плата за навчання»
- 1990 — «Чарівна паличка»
- 1995 — «Лист до моєї доньки, до себе … і до Бога»